# 別れの朝
｢別れの朝｣（わかれのあさ）は、1971年10月25日に発売されたペドロ&カプリシャスのデビュー・シングル。ペドロ&カプリシャスの代表曲のひとつである。

## 解説
- 原曲はオーストリアの歌手・ウド・ユルゲンスの作曲、ヨアヒム・フックスベルガーの作詞[1]による Was Ich Dir Sagen Will（直訳は「君に伝えたいこと」）のカバーである。なお、原曲の歌詞となかにし礼による日本語詞はかなり異なっている。
- 本曲発表以前に、シャンソン歌手の大木康子が1969年2月21日発売のアルバム『悲しき天使』で『夕映えの二人』（日本語詞：堀内みち子　編曲：東海林修）という曲名で、アイ・ジョージが同年に『誰かが唄っている』という曲名で、それぞれカバーしている。
- ペドロ&カプリシャスの初代ボーカルだった前野曜子が歌唱。週間オリコンチャートではいきなり4週連続で1位を獲得し、シングル売り上げも55.7万枚を記録。ペドロ&カプリシャスとしては最大のヒット曲となった。
- 初代ボーカル・前野がペドロ&カプリシャスを脱退後、2代目ボーカル・高橋まり（現：髙橋真梨子。ペドロ&カプリシャス時代のアルバム『華麗なるニュー・ポップスの世界』には髙橋のリード・ボーカルによるバージョンが収録されている）や、3代目ボーカル・松平直子の他、菅原洋一、テレサ・テン、朱里エイコ、藤圭子、世良公則、秋元順子などもそれぞれ本曲をカバーしている。

## 収録曲
1. 別れの朝（3分47秒）
作詞：ヨアヒム・フックスベルガー[1]／日本語詞：なかにし礼
作曲：ウド・ユルゲンス／編曲：前田憲男
2. 夜のカーニバル（3分35秒）
作詞：なかにし礼／作曲：かまやつひろし／編曲：前田憲男

## カバー
- ステージ101 - 1972年4月に発表されたNHK総合テレビの音楽番組『ステージ101』のアルバム『ステージ101 赤い屋根の家』（EXPRESS/東芝音楽工業 ETP-8172、Ultra-vibe CDSOL-107）に収録。レギュラー出演グループのヤング101のメンバーである井口典子とヤング101との共演
- 藤圭子 - アルバム『遠くへ行きたい/「演歌の旅」』（1972年12月）、アルバム『GOLDEN☆BEST 藤圭子 ヒット&カバーコレクション 艶歌と縁歌』（2010年12月）収録
- テレサ・テン - アルバム『愛の世界』（1976年4月）収録
- 世良公則 - アルバム『コスメティック ルネッサンス〜ノエビアCM HITS!〜』（2003年2月）収録、1994年ノエビアCMソング
- 由紀さおり - アルバム『VOICE』（2014年9月）収録
- 研ナオコ - アルバム『雨のち晴れ、ときどき涙』（2015年5月）収録
- えまおゆう - 宝塚歌劇団OGのカバーアルバム『麗人 REIJIN -Showa Era-』（2015年7月1日、ビクターエンターテインメント）収録[2]